# Wereldkampioenschappen kunstschaatsen 1992
De Wereldkampioenschappen kunstschaatsen is een evenement dat georganiseerd wordt door de Internationale Schaatsunie.
Het WK toernooi van 1992 vond plaats in Oakland (Californië). Het was de eerste keer dat de Wereldkampioenschappen Kunstschaatsen hier plaatsvonden. Oakland was de vijfde Amerikaanse gaststad na New York (1930), Colorado Springs (1957, 1959, 1965, 1969 en 1975), Hartford (1981) en Cincinnati (1987) waar het WK Kunstschaatsen plaatsvond.
Voor de mannen was het de 82e editie, voor de vrouwen de 72e editie, voor de paren de 70e editie, en voor de ijsdansers de 40e editie.

## Historie
De Duitse en Oostenrijkse schaatsbond, verenigd in de "Deutscher und Österreichischer Eislaufverband", organiseerden zowel het eerste EK Schaatsen voor mannen als het eerste EK Kunstrijden voor mannen in 1891 in Hamburg, Duitsland, nog voor het ISU in 1892 werd opgericht. De internationale schaatsbond nam in 1892 de organisatie van het EK Kunstrijden over. In 1895 werd besloten voortaan de Wereldkampioenschappen kunstschaatsen te organiseren en kwam het EK te vervallen. In 1896 vond de eerste editie voor de mannen plaats. Vanaf 1898 vond toch weer een herstart plaats van het EK Kunstrijden.
In 1906, tien jaar na het eerste WK voor de mannen, werd het eerste WK voor de vrouwen georganiseerd en twee jaar later, in 1908, vond het eerste WK voor de paren plaats. In 1952 werd de vierde discipline, het WK voor de ijsdansers, eraan toegevoegd.
Er werden geen kampioenschappen gehouden tijdens en direct na de Eerste Wereldoorlog (1915-1921) en tijdens en direct na de Tweede Wereldoorlog (1940-1946) en in 1961 vanwege de Sabena vlucht 548 vliegtuigramp op 15 februari op Zaventem waarbij alle passagiers, waaronder de voltallige Amerikaanse delegatie voor het WK kunstrijden op weg naar Praag, om het leven kwamen.

## Deelname
Er namen deelnemers uit een recordaantal van 37 landen deel aan deze kampioenschappen. Zij vulden eveneens een recordaantal van 121 startplaatsen in. Negen landen kwamen dit jaar voor het eerst met een één of meerdere deelnemers uit op de kampioenschappen. Naast Griekenland namen Kroatië en Slovenië (voormalig Joegoslavië) en de voormalige Sovjet-republieken Azerbeidzjan, Estland, Letland, Litouwen, Oekraïne en Oezbekistan deel.
Voor België nam debutante Alice Sue Claeys deel bij de vrouwen, ze was de tiende Belgische vrouw die aan het vrouwentoernooi deelnam. Ze eindigde op de zevende plaats in het eindklassement, alleen Yvonne de Ligne-Geurts, met een vijfde plaats in 1929 en een zesde plaats in 1932 behaalde eerder een beter resultaat bij de vrouwen.
Voor Nederland nam Marion Krijgsman voor de tweede keer deel in het vrouwentoernooi.
(Tussen haakjes het totaal aantal startplaatsen over de disciplines.)
| Verenigde Staten (11) Canada (10) Rusland (8) Frankrijk (7) Duitsland (6) Italië (5) Japan (5) Verenigd Koninkrijk (5) | Australië (4) Hongarije (4) Polen (4) Tsjecho-Slowakije (4) Zuid-Korea (4) Zwitserland (4) Bulgarije (3) Finland (3) | Kroatië (3) Letland (3) Zuid-Afrika (3) China (2) Denemarken (2) Nieuw-Zeeland (2) Noorwegen (2) Oekraïne (2) | Spanje (2) Taiwan (2) Azerbeidzjan (1) België (1) Estland (1) Griekenland (1) Joegoslavië (1) | Letland (1) Nederland (1) Oezbekistan (1) Oostenrijk (1) Roemenië (1) Slovenië (1) Zweden (1) |

## Medailleverdeling
Bij de mannen veroverde Viktor Petrenko de wereldtitel, het was zijn vierde WK medaille, in 1988 werd hij derde, in 1990, 1991 tweede. Het was meteen de eerste medaille voor Oekraïne bij het WK Kunstschaatsen. De wereldkampioen van 1989, 1990, 1991, Kurt Browning, veroverde zijn vierde opeenvolgende WK medaille, dit jaar werd hij tweede. Elvis Stojko op de derde plaats veroverde zijn eerste WK medaille.
Bij de vrouwen prolongeerde Kristi Yamaguchi haar in 1991 veroverde wereldtitel. Nancy Kerrigan, in 1991 derde, nam dit jaar een trede hoger plaats op het erepodium, zij werd tweede. Chen Lu op de derde plaats veroverde de eerste medaille voor China bij het WK Kunstschaatsen.
Bij het paarrijden prolongeerden wereldkampioenen Natalia Mishkutenok / Artur Dmitriev hun in 1991 veroverde wereldtitel, het was hun derde WK medaille, in 1990 werden ze derde. Voor Radka Kovaříková / René Novotný op de tweede plaats was het hun eerste WK medaille. Het paar Isabelle Brasseur / Lloyd Eisler op de derde plaats veroverden hun derde WK medaille, in 1990, 1991 werden ze  tweede.
Bij het ijsdansen stonden voor de vierde keer drie paren uit hetzelfde land op het erepodium. In 1955, 1956 en 1968 waren het Britse paren, dit jaar drie paren uit Rusland. Marina Klimova / Sergei Ponomarenko veroverden hun derde wereldtitel, ook in 1989 en 1990 werden ze wereldkampioen, het was hun achtste medaille, van 1986-1988 en 1991 werden ze tweede. Maya Usova / Alexander Zhulin op plaats twee veroverden hun vierde WK medaille, in 1989 werden zij tweede, in 1990 en 1991 derde. Voor Oksana Grishuk / Jevgeni Platov op de derde plaats was het hun eerste medaille.
| Discipline | Goud ·                               | Zilver ·                        | Brons ·                          |
| ---------- | ------------------------------------ | ------------------------------- | -------------------------------- |
| Mannen     | Viktor Petrenko                      | Kurt Browning                   | Elvis Stojko                     |
| Vrouwen    | Kristi Yamaguchi                     | Nancy Kerrigan                  | Chen Lu                          |
| Paren      | Natalia Mishkutenok / Artur Dmitriev | Radka Kovaříková / René Novotný | Isabelle Brasseur / Lloyd Eisler |
| IJsdansen  | Marina Klimova / Sergei Ponomarenko  | Maya Usova / Alexander Zhulin   | Oksana Grishuk / Jevgeni Platov  |

## Uitslagen

### Mannen / Vrouwen
| Mannen                 | Mannen                   | Mannen                           | Mannen   | Mannen | Mannen | Mannen |
| #                      | naam                     | land                             | deelname |        |        |        |
| ---------------------- | ------------------------ | -------------------------------- | -------- | ------ | ------ | ------ |
| Goud                   | Viktor Petrenko          | Vlag van Oekraïne                | 8        |        |        |        |
| Zilver                 | Kurt Browning            | Vlag van Canada                  | 6        |        |        |        |
| Brons                  | Elvis Stojko             | Vlag van Canada                  | 3        |        |        |        |
| 4                      | Christopher Bowman       | Vlag van Verenigde Staten        | 6        |        |        |        |
| 5                      | Mark Mitchell            | Vlag van Verenigde Staten        | 1 (3)    |        |        |        |
| 6                      | Petr Barna               | Vlag van Tsjechië                | 9        |        |        |        |
| 7                      | Todd Eldredge            | Vlag van Verenigde Staten        | 3        |        |        |        |
| 8                      | Alexei Urmanov           | Vlag van Rusland                 | 2        |        |        |        |
| 9                      | Philippe Candeloro       | Vlag van Frankrijk               | 2        |        |        |        |
| 10                     | Viatsjeslav Zahorodnjoek | Vlag van Oekraïne                | 3        |        |        |        |
| 11                     | Cornel Gheorghe          | Vlag van Roemenië                | 3        |        |        |        |
| 12                     | Grzegorz Filipowski      | Vlag van Polen                   | 11       |        |        |        |
| 13                     | Michael Slipchuk         | Vlag van Canada                  | 5        |        |        |        |
| 14                     | Konstantin Kostins       | Vlag van Letland                 | 1        |        |        |        |
| 15                     | Mirko Eichhorn           | Vlag van Duitsland               | 4        |        |        |        |
| 16                     | Steven Cousins           | Vlag van Verenigd Koninkrijk     | 3        |        |        |        |
| 17                     | Ralph Burghart           | Vlag van Oostenrijk              | 5        |        |        |        |
| 18                     | Cameron Medhurst         | Vlag van Australië               | 9        |        |        |        |
| 19                     | Masakaru Kagiyama        | Vlag van Japan                   | 2        |        |        |        |
| 20                     | Gilberto Viadana         | Vlag van Italië                  | 2        |        |        |        |
| 21                     | Michael Tyllesen         | Vlag van Denemarken              | 1        |        |        |        |
| 22                     | Zhongyi Jiao             | Vlag van China                   | 1        |        |        |        |
| 23                     | Mitsuhiro Murata         | Vlag van Japan                   | 1        |        |        |        |
| 24                     | Jan Erik Digernes        | Vlag van Noorwegen               | 3        |        |        |        |
| Vrije kür niet bereikt |                          |                                  |          |        |        |        |
| 25                     | Christopher Blong        | Vlag van Nieuw-Zeeland           | 1        |        |        |        |
| 26                     | Alexander Chang          | Vlag van Taiwan                  | 1        |        |        |        |
| 27                     | Tomislav Cizmesija       | Vlag van Kroatië                 | 4        |        |        |        |
| 28                     | Ivan Dinev               | Vlag van Bulgarije               | 1        |        |        |        |
| 29                     | Jordi Lafarga            | Vlag van Spanje                  | 2        |        |        |        |
| 30                     | Oula Jaaskelainen        | Vlag van Finland                 | 8        |        |        |        |
| 31                     | Kim Se-yeol              | Vlag van Zuid-Korea              | 1        |        |        |        |
| 32                     | Péter Kovács             | Vlag van Hongarije               | 2        |        |        |        |
| 33                     | Axel Mederic             | Vlag van Frankrijk               | 2        |        |        |        |
| 34                     | Patrick Meier            | Vlag van Zwitserland             | 1        |        |        |        |
| 35                     | Dino Quattrocecere       | Vlag van Zuid-Afrika (1928-1982) | 1        |        |        |        |

| Vrouwen                | Vrouwen            | Vrouwen                          | Vrouwen  | Vrouwen | Vrouwen | Vrouwen |
| #                      | naam               | land                             | deelname |         |         |         |
| ---------------------- | ------------------ | -------------------------------- | -------- | ------- | ------- | ------- |
| Goud                   | Kristi Yamaguchi   | Vlag van Verenigde Staten        | 4        |         |         |         |
| Zilver                 | Nancy Kerrigan     | Vlag van Verenigde Staten        | 2        |         |         |         |
| Brons                  | Chen Lu            | Vlag van China                   | 2        |         |         |         |
| 4                      | Laetitia Hubert    | Vlag van Frankrijk               | 3        |         |         |         |
| 5                      | Josee Chouinard    | Vlag van Canada                  | 2        |         |         |         |
| 6                      | Tonya Harding      | Vlag van Verenigde Staten        | 2        |         |         |         |
| 7                      | Alice Sue Claeys   | Vlag van België                  | 1        |         |         |         |
| 8                      | Yuka Sato          | Vlag van Japan                   | 2        |         |         |         |
| 9                      | Karen Preston      | Vlag van Canada                  | 2        |         |         |         |
| 10                     | Patricia Neske     | Vlag van Duitsland               | 5        |         |         |         |
| 11                     | Surya Bonaly       | Vlag van Frankrijk               | 4        |         |         |         |
| 12                     | Marina Kielmann    | Vlag van Duitsland               | 4        |         |         |         |
| 13                     | Tatiana Rachkova   | Vlag van Rusland                 | 1        |         |         |         |
| 14                     | Joanne Conway      | Vlag van Verenigd Koninkrijk     | 4        |         |         |         |
| 15                     | Charlene Von Saher | Vlag van Verenigd Koninkrijk     | 1        |         |         |         |
| 16                     | Nathalie Krieg     | Vlag van Zwitserland             | 1        |         |         |         |
| 17                     | Krisztina Czako    | Vlag van Hongarije               | 1        |         |         |         |
| 18                     | Lily Lyoonjung Lee | Vlag van Zuid-Korea              | 4        |         |         |         |
| 19                     | Junko Yaginuma     | Vlag van Japan                   | 5        |         |         |         |
| 20                     | Anisette Torp-Lind | Vlag van Denemarken              | 5        |         |         |         |
| 21                     | Irena Zemanova     | Vlag van Tsjechië                | 1        |         |         |         |
| 22                     | Helene Persson     | Vlag van Zweden                  | 5        |         |         |         |
| 23                     | Tamara Heggen      | Vlag van Australië               | 2        |         |         |         |
| 24                     | Alma Lepina        | Vlag van Letland                 | 1        |         |         |         |
| Vrije kür niet bereikt |                    |                                  |          |         |         |         |
| 25                     | Mocja Kopac        | Vlag van Slovenië                | 1        |         |         |         |
| 26                     | Joelija Vorobjova  | Vlag van Azerbeidzjan            | 2        |         |         |         |
| 27                     | Victoria Dimitrova | Vlag van Bulgarije               | 1        |         |         |         |
| 28                     | Zuzanna Szwed      | Vlag van Polen                   | 2        |         |         |         |
| 29                     | Marion Krijgsman   | Vlag van Nederland               | 2        |         |         |         |
| 30                     | Olga Vassiljeva    | Vlag van Estland                 | 1        |         |         |         |
| 31                     | Laia Papell        | Vlag van Spanje                  | 1        |         |         |         |
| 32                     | Zeljka Cizmesija   | Vlag van Kroatië                 | 7        |         |         |         |
| 33                     | Margaret Schlater  | Vlag van Italië                  | 1        |         |         |         |
| 34                     | Mila Kajas         | Vlag van Finland                 | 2        |         |         |         |
| 35                     | Rosanna Blong      | Vlag van Nieuw-Zeeland           | 2        |         |         |         |
| 36                     | Anita Thorenfeldt  | Vlag van Noorwegen               | 2        |         |         |         |
| 37                     | Edita Katkauskaite | Vlag van Litouwen                | 1        |         |         |         |
| 38                     | Janie La-lin Weng  | Vlag van Taiwan                  | 1        |         |         |         |
| 39                     | Juanita-Anne Yorke | Vlag van Zuid-Afrika (1928-1982) | 1        |         |         |         |
| 40                     | Lidija Hodzar      | Vlag van Joegoslavië (1943-1992) | 1        |         |         |         |

### Paren / IJsdansen
| Goud   | Natalia Mishkutenok Artur Dmitriev   | Vlag van Rusland             | 3     |  |
| Zilver | Radka Kovaříková René Novotný        | Vlag van Tsjechië            | 3 / 7 |  |
| Brons  | Isabelle Brasseur Lloyd Eisler       | Vlag van Canada              | 5 / 9 |  |
| 4      | Elena Beschke Denis Petrov           | Vlag van Rusland             | 3     |  |
| 5      | Evgenia Shishkova Vadim Naumov       | Vlag van Rusland             | 2     |  |
| 6      | Peggy Schwarz Alexander König        | Vlag van Duitsland           | 4     |  |
| 7      | Calla Urbanski Rocky Marval          | Vlag van Verenigde Staten    | 2     |  |
| 8      | Natasha Kuchiki Todd Sand            | Vlag van Verenigde Staten    | 3 / 5 |  |
| 9      | Christine Hough Doug Ladret          | Vlag van Canada              | 5     |  |
| 10     | Sherry Ball Kris Wirtz               | Vlag van Canada              | 1     |  |
| 11     | Jenni Meno Scott Wendlend            | Vlag van Verenigde Staten    | 2     |  |
| 12     | Leslie Monod Cedric Monod            | Vlag van Zwitserland         | 1     |  |
| 13     | Anuschka Glaser Stefan Pfrengle      | Vlag van Duitsland           | 5 / 6 |  |
| 14     | Danielle Carr Stephen Carr           | Vlag van Australië           | 8     |  |
| 15     | Anna Tabacchi Massimo Salvade        | Vlag van Italië              | 2     |  |
| 16     | Katarzyna Glowacka Krzysztof Korcarz | Vlag van Polen               | 2     |  |
| 17     | Kathryn Pritchard Jason Briggs       | Vlag van Verenigd Koninkrijk | 1     |  |
| 18     | Elaine Asanakis Mark Naylor          | Vlag van Griekenland         | 1     |  |
| 19     | Lyne Haddad Sylvain Privé            | Vlag van Frankrijk           | 1     |  |
| 20     | Choi Jung-yoon Lee Yong-min          | Vlag van Zuid-Korea          | 1     |  |

| IJsdansen              | IJsdansen                             | IJsdansen                        | IJsdansen | IJsdansen | IJsdansen | IJsdansen |
| #                      | naam                                  | land                             | deelname  |           |           |           |
| ---------------------- | ------------------------------------- | -------------------------------- | --------- | --------- | --------- | --------- |
| Goud                   | Marina Klimova Sergei Ponomarenko     | Vlag van Rusland                 | 9         |           |           |           |
| Zilver                 | Maia Usova Alexander Zhulin           | Vlag van Rusland                 | 4         |           |           |           |
| Brons                  | Oksana Grishuk Jevgeni Platov         | Vlag van Rusland                 | 3 / 4     |           |           |           |
| 4                      | Stefania Calegari Pasquale Camerlengo | Vlag van Italië                  | 5         |           |           |           |
| 5                      | Susanna Rahkamo Petri Kokko           | Vlag van Finland                 | 6         |           |           |           |
| 6                      | Sophie Moniotte Pascal Lavanchy       | Vlag van Frankrijk               | 1         |           |           |           |
| 7                      | Dominique Yvon Frederic Palluel       | Vlag van Frankrijk               | 4         |           |           |           |
| 8                      | Katerina Mrazova Martin Simecek       | Vlag van Tsjechië                | 2 / 3     |           |           |           |
| 9                      | April Sargent-Thomas Russ Witherby    | Vlag van Verenigde Staten        | 5         |           |           |           |
| 10                     | Aliki Stergiadu Jurijs Razgouliajev   | Vlag van Oezbekistan             | 1         |           |           |           |
| 11                     | Jennifer Goolsbee Hendryk Schamberger | Vlag van Duitsland               | 2 / 4     |           |           |           |
| 12                     | Jacqueline Petr Mark Janoschak        | Vlag van Canada                  | 2         |           |           |           |
| 13                     | Anna Croci Luca Mantovani             | Vlag van Italië                  | 4         |           |           |           |
| 14                     | Regina Woodward Csaba Szentpetery     | Vlag van Hongarije               | 2 / 4     |           |           |           |
| 15                     | Rachel Mayer Peter Breen              | Vlag van Verenigde Staten        | 1         |           |           |           |
| 16                     | Penny Mann Juan Carlos Noria          | Vlag van Canada                  | 1         |           |           |           |
| 17                     | Margarita Drobiazko Povilas Vanagas   | Vlag van Litouwen                | 1         |           |           |           |
| 18                     | Valerie le Tensorer Jörg Kienzle      | Vlag van Zwitserland             | 1         |           |           |           |
| 19                     | Melanie Bruce Andrew Place            | Vlag van Verenigd Koninkrijk     | 1 / 2     |           |           |           |
| 20                     | Agnieszka Domanska Marcin Glowacki    | Vlag van Polen                   | 1         |           |           |           |
| 21                     | Albena Denkova Hristo Nikolov         | Vlag van Bulgarije               | 1 / 2     |           |           |           |
| 22                     | Kaoru Takino Kenji Takino             | Vlag van Japan                   | 4         |           |           |           |
| 23                     | Noemi Vedres Endre Szentirmai         | Vlag van Hongarije               | 1         |           |           |           |
| 24                     | Monica McDonald Duncan Smart          | Vlag van Australië               | 7 / 4     |           |           |           |
| Vrije kür niet bereikt |                                       |                                  |           |           |           |           |
| 25                     | Jung Sung-min Jung Sung-ho            | Vlag van Zuid-Korea              | 1         |           |           |           |
| 26                     | Fiona Kirk Clinton King               | Vlag van Zuid-Afrika (1928-1982) | 1         |           |           |           |